# Vahram Gajfetsjan
Vahram Gajfetsjan (Armeens: Վահրամ Գայֆեճյան) (Achaltsiche, 14 april 1879 - Jerevan, 30 november 1960) was een Armeens kunstschilder, kunstcriticus en decorontwerper. Hij wordt gerekend tot de grote Armeense meesters in de schilderkunst.

## Biografie
Gajfetsjan studeerde rond tien jaar lang, van 1891 tot 1901, op het Lazarev Instituut voor Oosterse Talen in Moskou. Vervolgens studeerde hij vanaf 1901 geneeskunde aan de Universiteit van Moskou en stapte in 1904 over naar de faculteit van de rechten. In 1909 rondde hij hier zijn studie af. Ondertussen studeerde hij van 1902 tot 1907 schilderkunst aan het College voor Schilderkunst, Beeldhouwkunst en Architectuur.
Vanaf 1911 verzorgde hij decorontwerp voor het Bolsjojtheater in Moskou. Daarnaast bracht hij schilderijen voort in verschillende genres. Hij wordt tegenwoordig gerekend tot de grote Armeense meesters in de schilderkunst.
Van 1924 tot 1955 gaf hij les aan het kunstcollege van Jerevan, dat sinds 1943 vernoemd is naar Panos Terlemezian. In 1928 werd hij directeur van deze school. In 1957 schreef hij samen met Ara Sargsian een monografie over het werk en leven van landschapschilder Gevorg Basjinjagian.
Werk van Gajfetsjan is tegenwoordig te vinden in de Nationale Kunstgalerij van Jerevan, het Museum voor Oriëntaalse Kunst in Moskou, het Kunstmuseum van Oezbekistan, het kunstmuseum van Minneapolis en in talrijke privécollecties in de wereld. Gajfetsjan kreeg in 1943 een Armeense nationale onderscheiding als schoolleraar en in 1954 als kunstenaar. In Achaltsiche draagt de Bond van Ontwerpers zijn naam.
- Gemeinsame Normdatei: 1050744969
- International Standard Name Identifier: 0000 0000 1964 7008
- Library of Congress Control Number: n00047860
- Virtual International Authority File: 60312636
- WorldCat: E39PBJfrQ7DDFTDymMrBQ4JRrq